# Cristóbal Acosta
 Cristóbal Acosta eller Cristóvão da Costa (eller latiniseret som Christophorus Acosta Africanus) (ca. 1525 – ca. 1594) var en portugisisk læge og naturhistoriker. Han anses for at være pioner inden for undersøgelse af planter fra Orienten, især deres brug i farmakologi. Sammen med apotekeren Tomé Pires og lægen Garcia de Orta var han en af pionererne inden for Indo-portugisisk medicin. Han udgav en bog om lægeplanter fra Orienten med titlen Tractado de las drogas y medicinas de la Indias Orientales i 1578.

## Liv
Cristóvão da Costa menes at være blevet født et sted i Afrika, måske i Tanger, Ceuta (begge portugisiske byer på dette tidspunkt), eller i portugisisk Kap Verde, da han i sine arbejder hævder at være afrikansk (Christophorus Acosta Africanus), men det nøjagtige sted og tidspunkt for hans fødsel er ukendt. Han har sikkert studeret i Salamanca og rejste først til Ostindien i 1550 som en soldat. Han tog del i nogle kampagner mod den indfødte befolkning og blev på et tidspunkt taget til fange og holdt som fange i Bengalen. Efter at være vendt tilbage til Portugal sluttede han sig til sin tidligere kaptajn, Luís de Ataíde, der var blevet udnævnt til statholder over Portugisisk Indien. Han vendte tilbage til Goa i 1568, da Garcia de Orta døde. 
Han fungerede som personlig læge for statholderen og blev i 1569 udpeget som læge ved det kongelige hospital i Cochin, hvor han havde lejlighed til at behandle kongen af Cochin. I 1571 vides han at have indsamlet botaniske prøver fra forskellige dele af Indien. Han vendte tilbage til Portugal i 1572, da Ataídes tjenestetid udløb. Fra 1576 til 1587 fungerede han som kirurg og derefter læge i Burgos i Spanien.
Han udgav i 1578 i Burgos sit arbejde Tractado de las drogas y medicinas de las Indias orientales ("Afhandling om lægemidler og medicin i Ostindien") på spansk. Heri fortæller han, at han tog til Indien på grund af sit ønske om "i flere regioner og provinser at finde lærde og nysgerrige mænd, fra hvem jeg dagligt kunne lære noget nyt; og for at se den mangfoldighed af planter, som Gud har skabt for menneskets sundhed". Dette arbejde blev oversat til italiensk i 1585 af Francesco Ziletti. Dele af værket blev oversat til latin af Charles de l'Ecluse (Carolus Clusius) og indgik til sidst i dennes illustrerede kompendium Exoticorum libri decem.
Costas bog anses ikke for at være fuldt ud original, eftersom den indeholdt en hel del materiale fra den tidligere offentliggjorte Colóquios dos Simples e Drogas da Indien af Garcia de Orta. Med treogtyve træsnit blev den snart bedre kendt end Garcias arbejde (der var et sjældent værk med kun omkring ti eksemplarer i Europa). Det sidste indlæg i den var en afhandling om den asiatiske elefant, sandsynligvis den første, der blev udgivet i Europa. Det var også blandt de første værker, der indeholdt ord fra det baskiske sprog.
Et andet værk af betydning var Tractado de la yerbas, plantas, frutas y animales, men denne afhandling menes at være gået tabt.
Da hans hustru døde, trak Acosta sig tilbage og levede som eneboer. Han døde omkring år 1594 i Huelva, Spanien.
Den Internationale Astronomiske Union har opkaldt nedslagskrateret Acosta på Månen efter ham.

## Galleri
- Titelblad fra 1578 af den spanske udgave af Tractado de las drogas y medicinas de las Indias Orientales, ved Cristóvão da Costa.
- Ananas fra Tractado de las drogas, y medicinas de las Indias Orientales, Burgos 1578